# Woodland Park (Colorado)
Woodland Park is een plaats (city) in de Amerikaanse staat Colorado, en valt bestuurlijk gezien onder Teller County.

## Demografie
Bij de volkstelling in 2000 werd het aantal inwoners vastgesteld op 6515.
In 2006 is het aantal inwoners door het United States Census Bureau geschat op 6729, een stijging van 214 (3,3%).

## Geografie
Volgens het United States Census Bureau beslaat de plaats een oppervlakte van
14,7 km², geheel bestaande uit land. Woodland Park ligt op ongeveer 2364 m boven zeeniveau.

## Plaatsen in de nabije omgeving
De onderstaande figuur toont nabijgelegen plaatsen in een straal van 24 km rond Woodland Park.